# Keith Trask
Keith Charles Trask (ur. 27 listopada 1960 w Hastings) – nowozelandzki wioślarz, złoty medalista olimpijski.

## Kariera
Wystartował na igrzyskach olimpijskich w Los Angeles w 1984, gdzie osada Nowej Zelandii w składzie: Les O’Connell, Shane O’Brien, Conrad Robertson i Keith Trask zdobyła złoty medal w czwórkach bez sternika. W finale uplasowali się o 2,52 sekundy przed osadą USA i o 4,24 sekundy przed osadą Danii. Był to pierwszy w historii złoty medal olimpijski dla Nowej Zelandii w tej konkurencji i zarazem jego jedyny start olimpijski.
Na mistrzostwach świata w Duisburgu (1983) wspólnie z Lesem O’Connellem, Conradem Robertsonem, Gregiem Johnstonem i Brettem Hollisterem (sternik) zdobył złoto w czwórkach ze sternikiem. Był także czwarty w czwórkach bez sternika na mistrzostwach świata w Hazewinkel (1985), gdzie Nowozelandczycy przegrali walkę o podium z osadą NRD o 0,28 sekundy.
Po zakończeniu kariery prowadził firmę budowlaną i zajmował się trenowaniem wioślarstwa.